# High Ridge
High Ridge és una concentració de població designada pel cens dels Estats Units a l'estat de Missouri. Segons l'estimació del juliol de 2007 tenia 4.598 habitants.

## Demografia
Segons el cens del 2000, High Ridge tenia 4.236 habitants, 1.556 habitatges, i 1.145 famílies. La densitat de població era de 409,9 habitants per km².
Dels 1.556 habitatges en un 37,7% hi vivien nens de menys de 18 anys, en un 57,7% hi vivien parelles casades, en un 11,4% dones solteres, i en un 26,4% no eren unitats familiars. En el 20,8% dels habitatges hi vivien persones soles el 5,6% de les quals corresponia a persones de 65 anys o més que vivien soles. El nombre mitjà de persones vivint en cada habitatge era de 2,7 i el nombre mitjà de persones que vivien en cada família era de 3,13.
Per edats la població es repartia de la següent manera: un 27,5% tenia menys de 18 anys, un 9,1% entre 18 i 24, un 33,3% entre 25 i 44, un 22,1% de 45 a 60 i un 8% 65 anys o més.
L'edat mediana era de 35 anys. Per cada 100 dones de 18 o més anys hi havia 96,7 homes.
La renda mediana per habitatge era de 46.742 $ i la renda mediana per família de 50.125 $. Els homes tenien una renda mediana de 36.053 $ mentre que les dones 27.394 $. La renda per capita de la població era de 17.959 $. Entorn del 4,7% de les famílies i el 5,4% de la població estaven per davall del llindar de pobresa.

## Poblacions més properes
El següent diagrama mostra les poblacions més properes.